# Climat du Val-d'Oise
Le climat du Val-d'Oise est un climat de type tempéré océanique dégradé, c’est-à-dire légèrement altéré par des apparitions ponctuelles d'influences continentales. 
La température moyenne annuelle est de 11 °C.
Le mois le plus le froid en moyenne est janvier avec +4 °C ; les mois les plus chauds sont juillet et août avec +19 °C.
Le département compte (sous-abri) une moyenne 48 jours de gelée par an (avec 6 jours sans dégel).
Le nombre moyen de jours où la température dépasse 25 °C est de 40, dont 8 au-delà de 30 °C.
Le Val-d'Oise connaît en moyenne 115 jours de précipitations par an (pluies supérieures ou égales à 1 mm). La moyenne annuelle des précipitations varie de 625 mm (à Boissy-l'Aillerie) à 718 mm (à Survilliers). 
Le brouillard (visibilité inférieure à 1 km) est observé en moyenne 41,3 fois par an, à Roissy-en-France (depuis 1974).
Depuis 1955, la durée moyenne annuelle d'ensoleillement enregistrée est de 1719 heures à Bonneuil-en-France.
Les orages se rencontrent pour l'essentiel d'avril à août soit 16,4 jours en moyenne, pour un total annuel de 22,1 jours (toujours à Roissy-en-France).
Les vents dominants sont en majorité de secteur sud-ouest ou de nord-est. Les vents forts supérieurs à 58km/h sont constatés en moyenne 50 jours par an ; les vents supérieurs à 100 km/h le sont 1,3 jour par an
.

## Records météorologiques
Voici les principaux records météorologiques du Val-d'Oise depuis 1946 :
- La température la plus basse jamais enregistrée sous abri était de -20,1 °C ;
- La température la plus élevée sous abri était de 39,6 °C ;
- La journée la plus froide était le 17 janvier 1985 ;
- La journée la plus chaude était le 28 juillet 1946 ;
- Le vent maximum instantané observé en Val-d'Oise est de 148 km/h le 3 février 1990 à Roissy-en-France et le 26 décembre 1999 à Bonneuil-en-France.